# Lew Wasserman
Lewis Robert "Lew" Wasserman, född 22 mars 1913 i Cleveland, Ohio, död 3 juni 2002 i Beverly Hills, Los Angeles, Kalifornien, var en amerikansk företagsledare i underhållningsindustrin. 

## Biografi
Han började som agent i Hollywood och avancerade till högste chefen för Music Corporation of America (MCA), som ägde Universal Studios och MCA Records. Under Wassermans tid vid rodret öppnade en del av studioanläggningen i Universal City som Universal Studios Hollywood och som var startskottet för en kedja av temaparker med Universals namn. Wassermans karriär i underhållningsindustrin varade i mer än 60 år.
Han var agent för Ronald Reagan under dennes tid som skådespelare och behöll en nära kontakt när denne valdes till Kaliforniens guvernör och senare USA:s president. Wasserman mottog 1995 Presidentens frihetsmedalj från Bill Clinton och han har en stjärna på Hollywood Walk of Fame. Lew Wasserman sågs under många år som den mäktigaste och mest inflytelserike mannen i den amerikanska underhållningsindustrin, "Hollywoods kung".